# Macuru-de-peito-marrom
Barbudo-de-peito-castanho ou macuru-de-peito-marrom (nome científico: Notharchus ordii) é uma espécie de ave da família Bucconidae.
Pode ser encontrada nos seguintes países: Bolívia, Brasil, Colômbia, Peru e Venezuela.
Os seus habitats naturais são: florestas subtropicais ou tropicais húmidas de baixa altitude.